# МАЗ-103
МАЗ-103 — белорусский полунизкопольный (ступенька у задней двери) городской автобус большой вместимости, выпускавшийся Минским автомобильным заводом с 1996 по 2022 год. Является базовым для семейства из нескольких моделей различной компоновки и назначения.

## История
В 1992 году Минским автомобильным заводом был подписан лицензионный договор с фирмой Neoplan. В результате появилась модель МАЗ-101, однако её цена и низкая надёжность при эксплуатации на дорогах плохого качества делали её неконкурентоспособной на рынке СНГ. В результате было построено всего пять лицензионных автобусов в «чистом виде». На заводе было принято решение внедрять отечественные комплектующие, при этом приспосабливая конструкцию к местным условиям. В результате был разработан автобус МАЗ-103, на котором был применён задний мост собственной конструкции вместо портального моста, устанавливавшегося на МАЗ-101. Это привело к появлению ступеньки в задней двери (в двух остальных дверях ступеньки отсутствуют), однако положительно сказалось на цене, надёжности и ремонтопригодности автобуса.
В 1996 году была выпущена пригородная модификация автобуса МАЗ-103С. От городской модификации она отличается отсутствием задней двери и увеличением числа посадочных мест в салоне до 40. Номинальная вместимость составляла 90 человек.
В 2006—2007 годах сборка автобусов МАЗ-103 также осуществлялась в Нижнем Новгороде на мощностях предприятия «Самотлор-НН». Такие автобусы имеют другую переднюю маску с круглыми фарами меньшего размера, а также отделку салона, отличную от оригинальной; кроме того, в Нижнем Новгороде выпускалась школьная версия автобуса. В 2011 году как минимум два экземпляра автобуса МАЗ-103 были собраны в сербском городе Крагуевац на заводе «БИК».

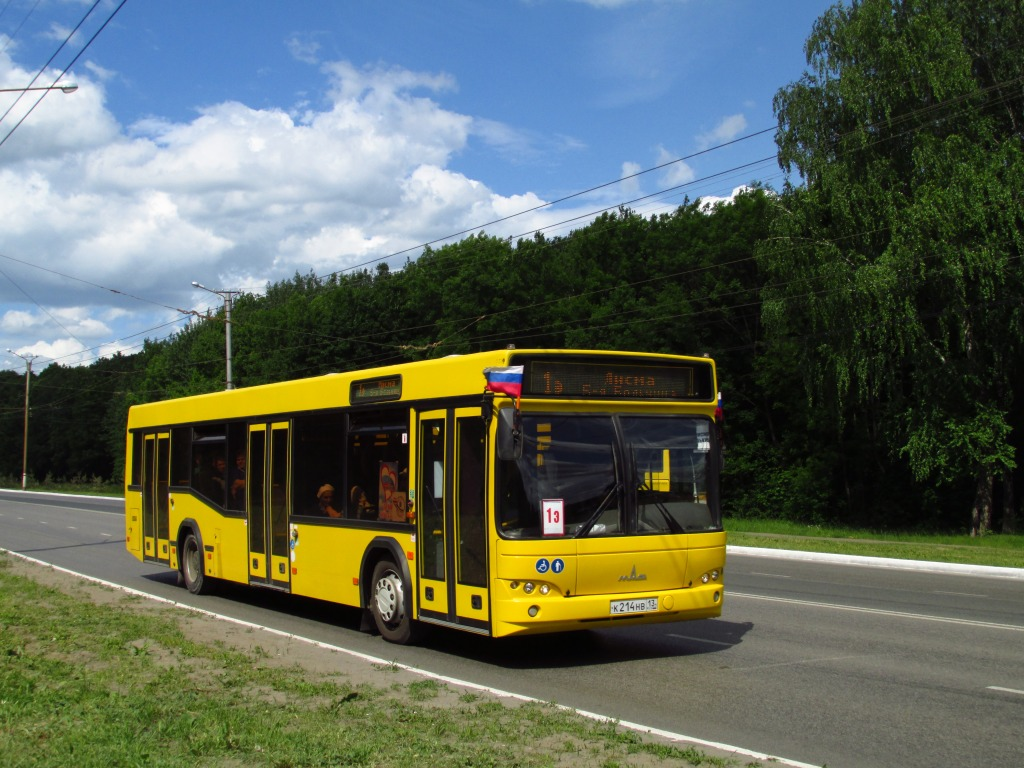
Рестайлинговый МАЗ-103

С 2008 года производилась рестайлинговая версия автобуса с более современным оформлением кузова. В 2011 году претерпел изменения и интерьер салона.
С 2017 года производился также с двигателем на компримированном природном газе (модификация МАЗ-103.965). С того же года интерьер салона МАЗ-103 претерпевает более значительные изменения.
В январе 2021 года, в связи с запуском в серию автобуса третьего поколения — МАЗ-303, был подписан приказ о снятии МАЗ-103 с производства, но несмотря на это, автобус продолжал выпускаться до 2022 года.
Эксплуатируется в нескольких десятках городов Беларуси, России, Украины, Казахстана, Румынии, Сербии, Венгрии, Польши.

## Модификации
За всю историю производства модели МАЗ-103 было создано около 50 модификаций: как городских, так и пригородных (формула дверей 2-2-0, 4 ряда сидений), как с дизельным двигателем, так и с газовым (модификации 946, 965 и 966).
| Название          | Назначение  | КПП                 | Тип КПП        | Двигатель             | ЭКО стандарт   | Годы выпуска | Примечание |
| ----------------- | ----------- | ------------------- | -------------- | --------------------- | -------------- | ------------ | --- |
| МАЗ-103.000       | городской   | МАЗ-306             | механическая   | ММЗ-Д260.5            | Евро-0         | 1996—1998    | Все экземпляры списаны                                                                                               |
| МАЗ-103.002       | городской   | Praga 5PS           | механическая   | ММЗ-Д260.5            | Евро-1         | 1999—2004    | Практически все экземпляры в Беларуси списаны. В 2019 году один из автобусов был переоборудован в фудтрак «Ezha Bus» |
| МАЗ-103.003       | городской   | ZF S6-85            | механическая   | ММЗ-Д260.5            | Евро-2, Евро-3 | 2005—2008    | |
| МАЗ-103.005       | городской   | Voith D851.3Е       | автоматическая | ММЗ-Д260.5            | Евро-1         | 1999—2001    | Все экземпляры списаны                                                                                               |
| МАЗ-103.040       | городской   | Renault G406        | механическая   | Renault MIDR 06.02.26 | Евро-1         | 1998—2000    | Все экземпляры в Беларуси списаны                                                                                    |
| МАЗ-103.041       | городской   | Praga 5PS           | механическая   | Renault MIDR 06.02.26 | Евро-1         | 2000—2004    | Все экземпляры в Беларуси списаны, один экземпляр передан в музей ГП "Минсктранс".                                   |
| МАЗ-103.060       | городской   | Voith D851.3Е       | автоматическая | OM906LA               | Евро-2         | 2000—2007    | |
| МАЗ-103.061       | городской   | ZF S6-85            | механическая   | OM906LA               | Евро-2         | 2004—2006    | |
| МАЗ-103.062       | городской   | ZF S6-85            | механическая   | OM906LA               | Евро-3         | 2003—2008    | |
| МАЗ-103.065       | городской   | Voith D851.3Е       | автоматическая | OM906LA               | Евро-3         | 2003—2008    | |
| МАЗ-103.067       | городской   | ZF 6HP502C          | автоматическая | OM906LA               | Евро-3         | 2005         | в единственном экземпляре, списан                                                                                    |
| МАЗ-103.068       | городской   | Allison T280        | автоматическая | OM906LA               | Евро-3         | 2007         | в 2025 году переделаны под модификацию 065                                                                           |
| МАЗ-103.070       | городской   | ZF S6-85            | механическая   | Deutz BF6M1013EC      | Евро-2         | 2002         | в северном исполнении                                                                                                |
| МАЗ-103.075       | городской   | Voith D851.3Е       | автоматическая | Deutz BF6M1013EC      | Евро-2         | 2002—2007    | часть из них в северном исполнении под кодовым названием «Арктика»                                                   |
| МАЗ-103.076       | городской   | Voith D851.3Е       | автоматическая | Deutz BF6M1013FC      | Евро-3         | 2007—2008    | |
| МАЗ-103.С00       | пригородный | МАЗ-306             | механическая   | ММЗ-Д260.5            | Евро-0         | 1997         | в единственном экземпляре, списан                                                                                    |
| МАЗ-103.С02       | пригородный | Praga 5PS           | механическая   | ММЗ-Д260.5            | Евро-1         | 1999         | Все экземпляры списаны                                                                                               |
| МАЗ-103.С03       | пригородный | ZF S6-85            | механическая   | ММЗ-Д260.5            | Евро-2, Евро-3 | 2006—2008    | |
| МАЗ-103.С41       | пригородный | Praga 5PS           | механическая   | Renault MIDR 06.02.26 | Евро-1         | 2000         | Все экземпляры списаны                                                                                               |
| МАЗ-103.С61       | пригородный | ZF S6-85            | механическая   | OM906LA               | Евро-2         | 2005—2007    | |
| МАЗ-103.С62       | пригородный | ZF S6-85            | механическая   | OM906LA               | Евро-3         | 2004—2008    | |
| МАЗ-103.С65       | пригородный | Voith D851.3Е       | автоматическая | OM906LA               | Евро-3         | 2005—2008    | |
| МАЗ-103.С70       | пригородный | ZF S6-85            | механическая   | Deutz BF6M1013EC      | Евро-2         | 2002         | Все экземпляры списаны                                                                                               |
| МАЗ-103.С76       | пригородный | Voith D851.3Е       | автоматическая | Deutz BF6M1013FC      | Евро-3         | 2008         | |
| МАЗ-103.415       | городской   | ZF 6AP1400B         | автоматическая | OM926LA               | Евро-5         | 2017—2019    | |
| МАЗ-103.445       | городской   | FC6A140RB           | автоматическая | Weichai WP7 300E51    | Евро-5         | 2018—2022    | |
| МАЗ-103.462       | городской   | ZF S6-85            | механическая   | OM906LA               | Евро-3         | 2009—2013    | |
| МАЗ-103.464       | городской   | ZF 6S1200BO         | механическая   | OM906LA               | Евро-4         | 2014—2017    | |
| МАЗ-103.465       | городской   | Voith D851.3Е       | автоматическая | OM906LA               | Евро-3         | 2008—2013    | |
| МАЗ-103.468       | городской   | Allison T325W       | автоматическая | OM906LA               | Евро-3         | 2011—2013    | |
| МАЗ-103.469       | городской   | Voith D854.5        | автоматическая | OM906LA               | Евро-3         | 2013—2017    | |
| МАЗ-103.476       | городской   | Voith D851.3Е       | автоматическая | Deutz BF6M1013FC      | Евро-3         | 2008—2013    | |
| МАЗ-103.484       | городской   |                     |                |                       |                | 2016         | в единственном экземпляре                                                                                            |
| МАЗ-103.485       | городской   | Allison T325W       | автоматическая | OM906LA               | Евро-4         | 2013—2018    | |
| МАЗ-103.486       | городской   | Allison T325W       | автоматическая | OM926LA               | Евро-5         | 2015—2021    | |
| МАЗ-103.495       | городской   | Allison T280        | автоматическая | Navistar MWM6.12      | Евро-3         | 2009         | в единственном экземпляре, списан                                                                                    |
| МАЗ-103.515       | пригородный | ZF 6AP1400B         | автоматическая | OM926LA               | Евро-5         | 2019         | |
| МАЗ-103.545       | пригородный | FC6A140RB           | автоматическая | Weichai WP7 300E51    | Евро-5         | 2020         | |
| МАЗ-103.562       | пригородный | ZF S6-85            | механическая   | OM906LA               | Евро-3         | 2009—2014    | |
| МАЗ-103.564       | пригородный | ZF 6S1200BO         | механическая   | OM906LA               | Евро-4         | 2014—2016    | |
| МАЗ-103.565       | пригородный | Voith D851.3Е       | автоматическая | OM906LA               | Евро-3         | 2009—2013    | |
| МАЗ-103.569       | пригородный | Voith D854.5        | автоматическая | OM906LA               | Евро-3         | 2013—2017    | |
| МАЗ-103.575       | пригородный | Voith D851.3Е       | автоматическая | Deutz BF6M1013FC      | Евро-3         | 2011—2012    | |
| МАЗ-103.585       | пригородный | Allison T325W       | автоматическая | OM906LA               | Евро-4         | 2013—2017    | |
| МАЗ-103.586       | пригородный | Allison T325W/T375W | автоматическая | OM926LA               | Евро-5         | 2013—2021    | |
| МАЗ-103.587       | пригородный | Allison T375W       | автоматическая | OM926LA               | Евро-5         | 2017         | |
| МАЗ-103.665 (БИК) | городской   | Voith D851.3        | автоматическая | OM906LA               | Евро-3         | 2011—2013    | |
| МАЗ-103.946       | городской   | Fast Gear FC6A140RB | автоматическая | Weichai WP7NG290E51   | Евро-6         | 2020         | газовый двигатель (компримированный природный газ)                                                                   |
| МАЗ-103.965       | городской   | Allison T310W       | автоматическая | OM906LAG              | Евро-6         | 2015—2022    | газовый двигатель (компримированный природный газ)                                                                   |
| МАЗ-103.966       | городской   | ZF 6AP1000B         | автоматическая | OM906LAG              | Евро-6         | 2015         | в единственном экземпляре                                                                                            |
| МАЗ-103.Н65       | городской   | Voith D851.3Е       | автоматическая | OM906LA               | Евро-3         | 2004         | полностью низкопольный, собран в единственном экземпляре                                                             |

### Модели на базе МАЗ-103
- МАЗ-163 — санитарно-гигиенический автобус (туалет) на базе МАЗ-103.002[2]. Выпускался в двух модификациях — МАЗ-163М (мужской; оборудован тремя унитазами и пятью писсуарами) и МАЗ-163Ж (женский; оборудован шестью унитазами). Оборудован высоким полом для возможности проведения канализационных труб, окна затонированы, умывальники расположены у кабины водителя[3]. Первые 12 экземпляров (по 6 автобусов каждой модификации) были произведены к 300-летию Санкт-Петербурга в 2003 году для местного «Водоканала», ещё 2 — в 2005 году для Ростова-на-Дону[4].
- Самотлор-НН 5275 — модель на базе модификации МАЗ-103.075 производства Самотлор-НН (2006—2007).
- SAMCO City M76 BMXE — МАЗ-103 для Вьетнама с урезанной шириной под стандарт местных дорог. Выпускался на заводе «Samco Bus» в 2017 году.

## Галерея

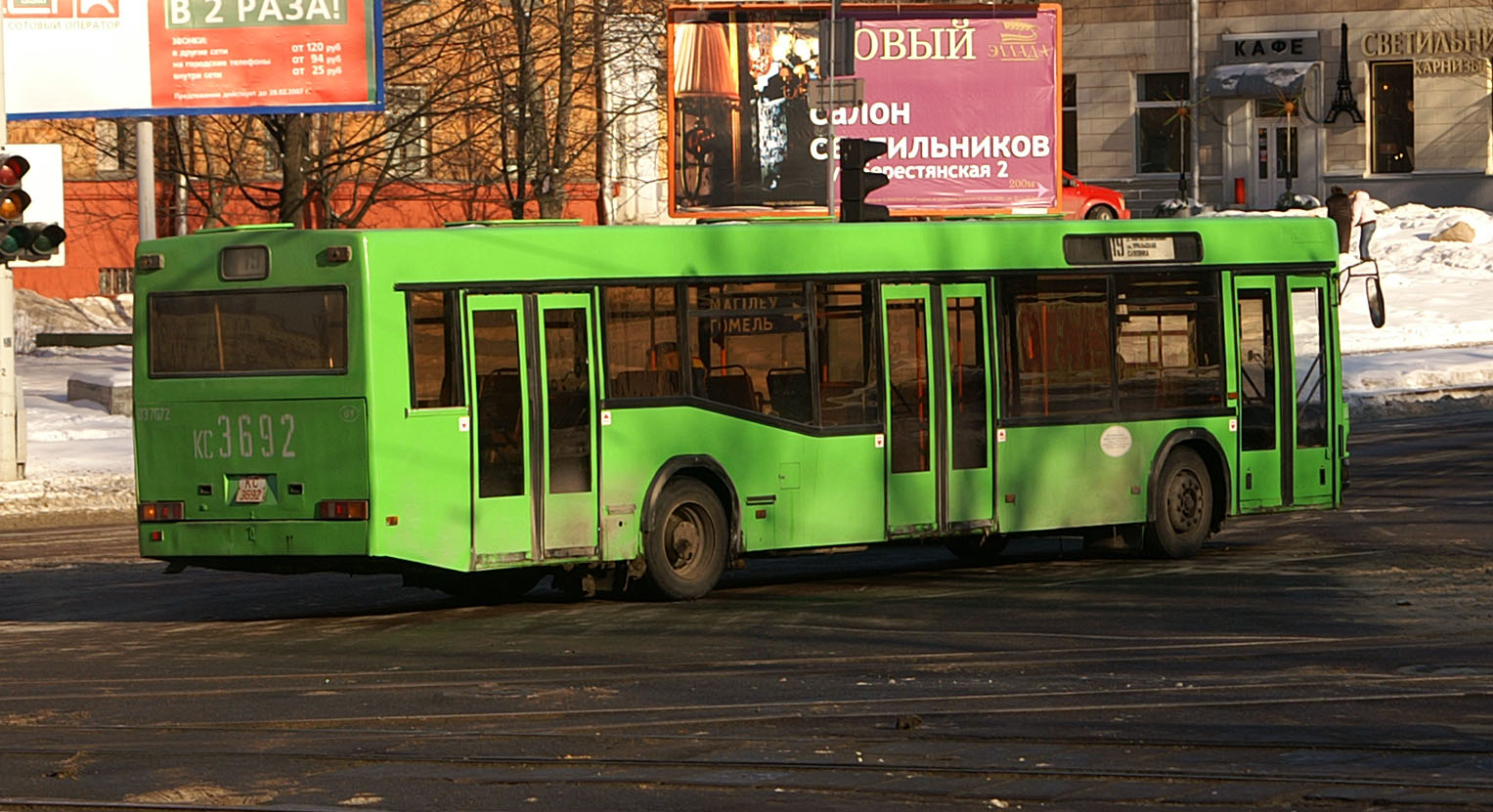
Оригинальный МАЗ-103, вид сзади (Минск)
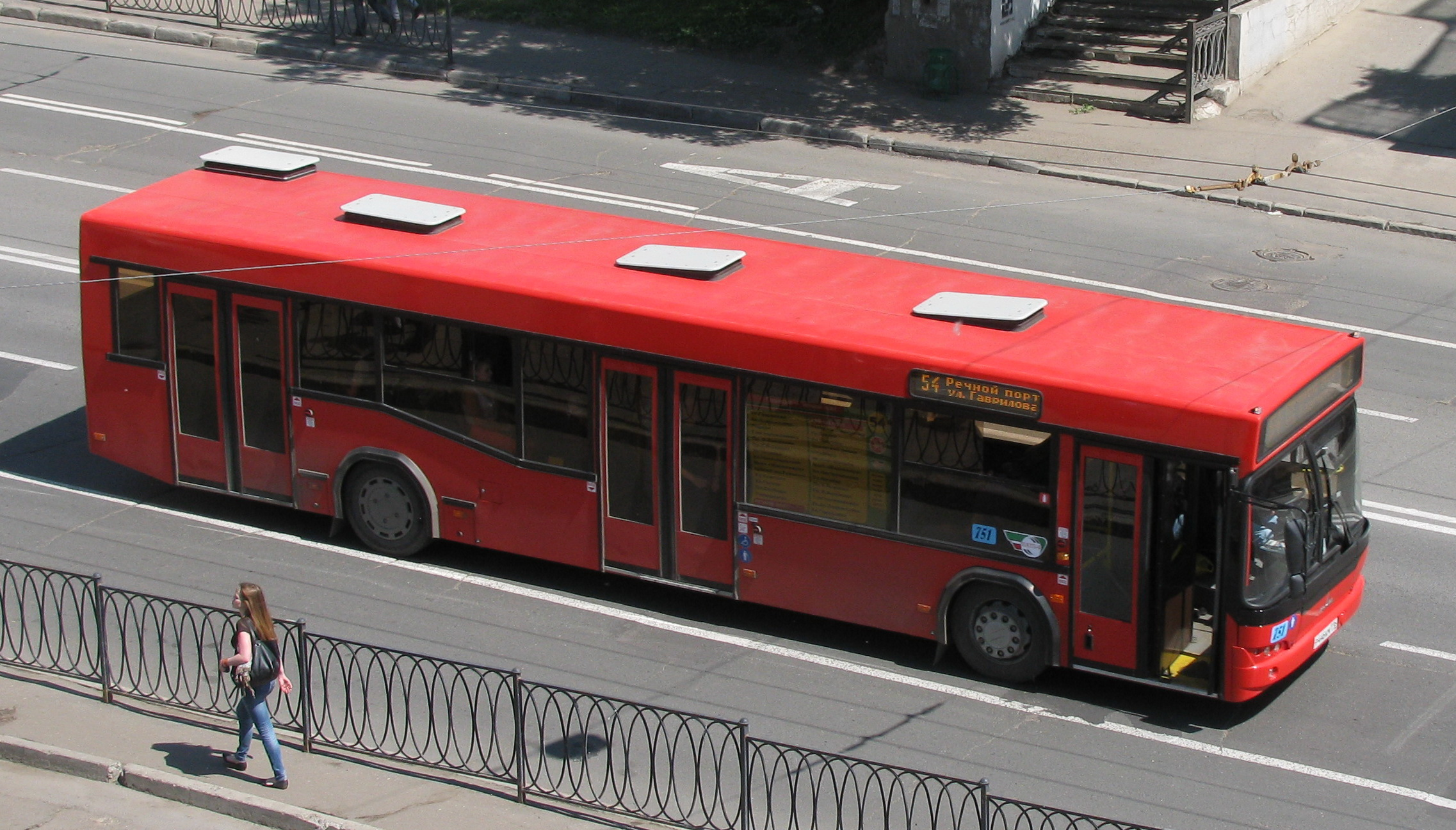
Рестайлинговый МАЗ-103.4** (Казань)
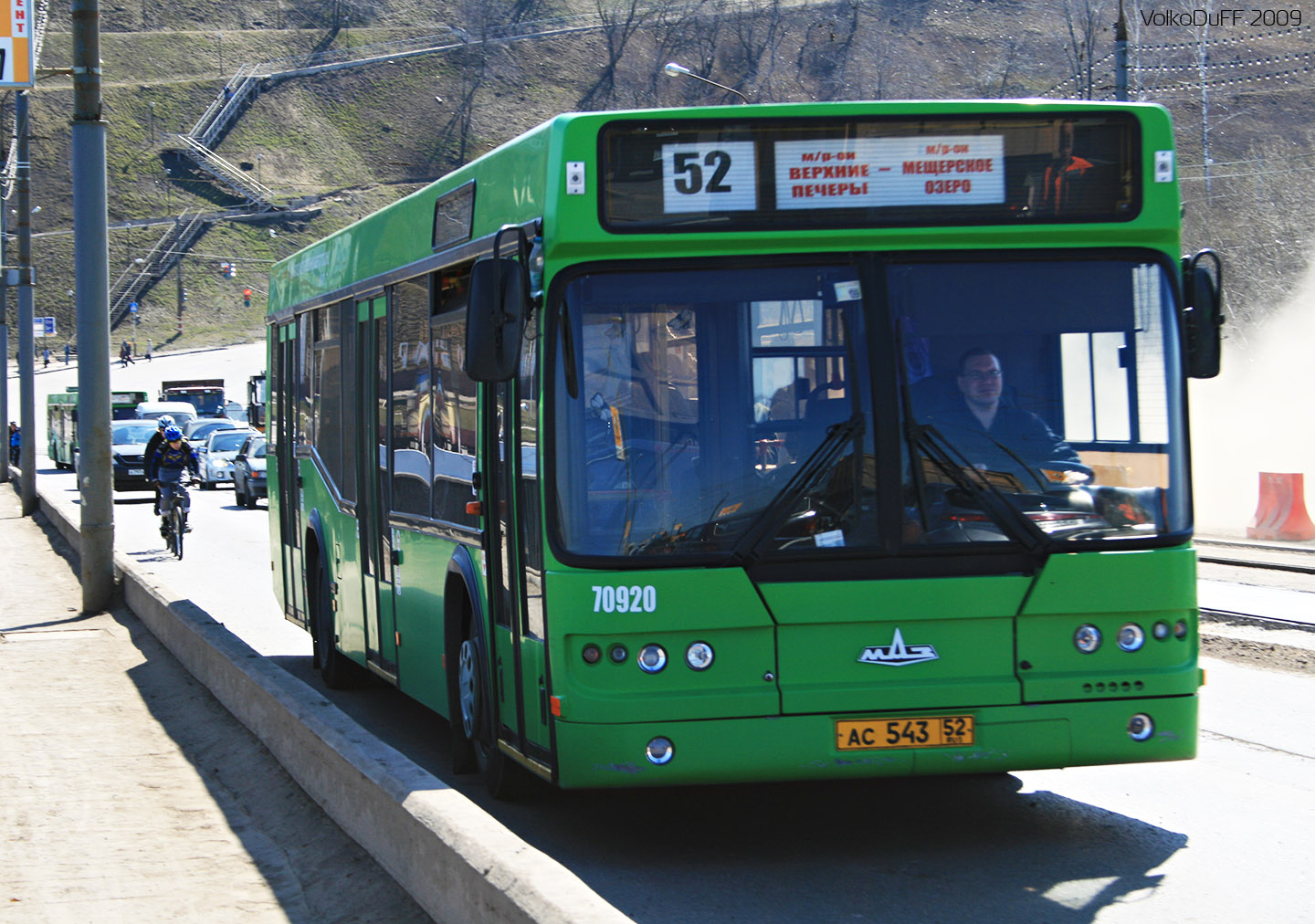
Самотлор-НН 5275 (Нижний Новгород)
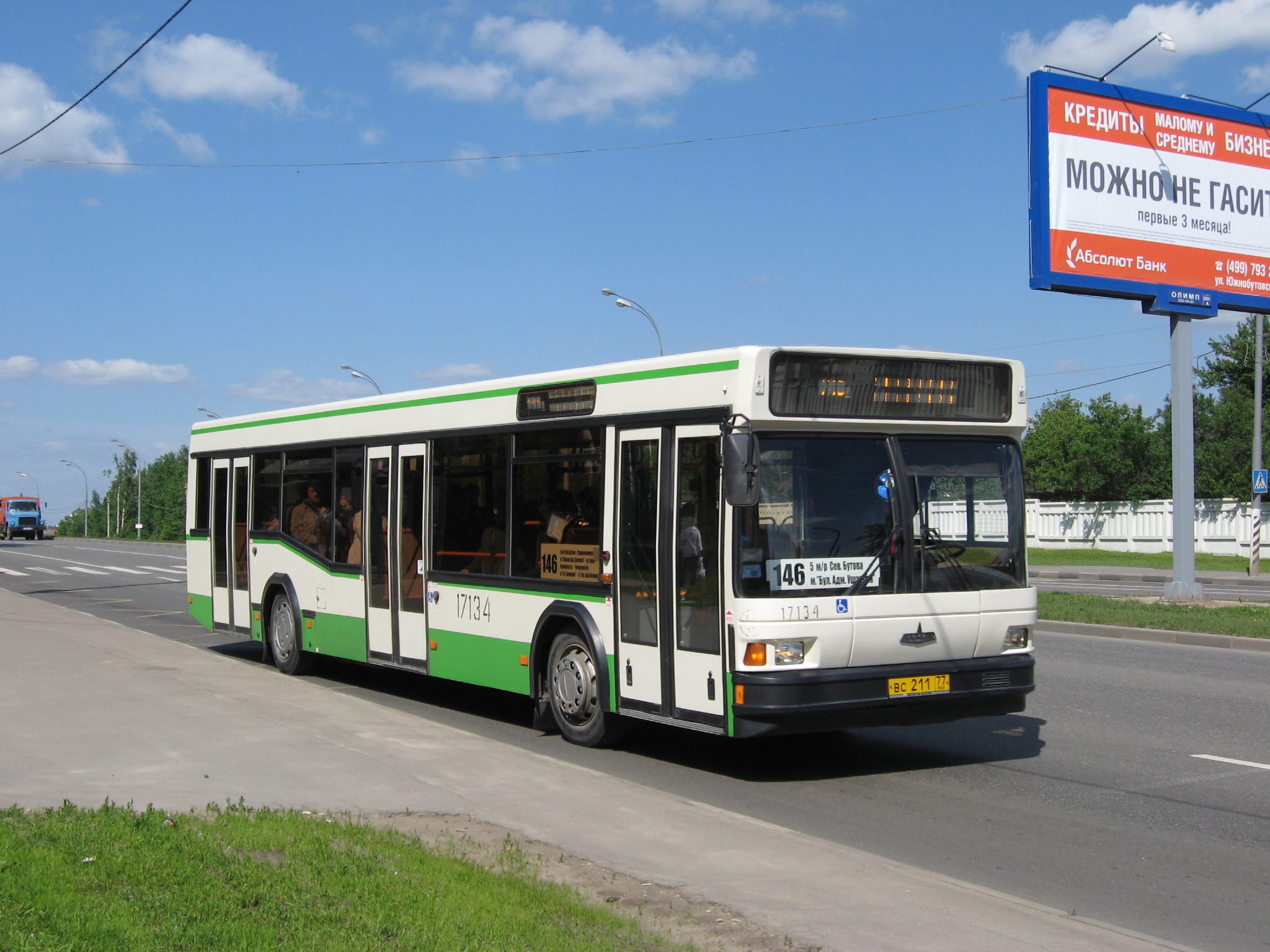
Оригинальный МАЗ-103 (Москва)
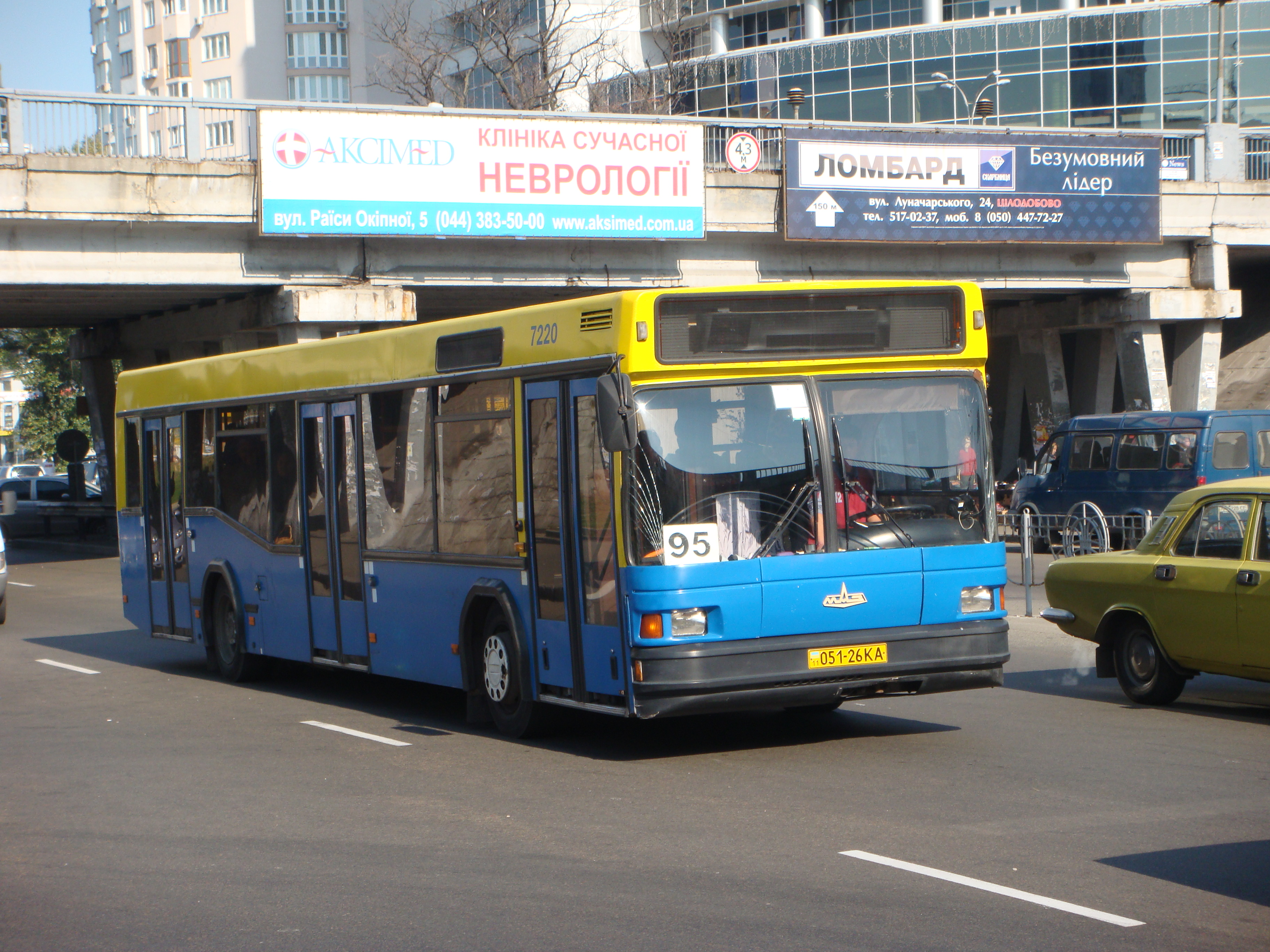
Оригинальный МАЗ-103 (Киев)
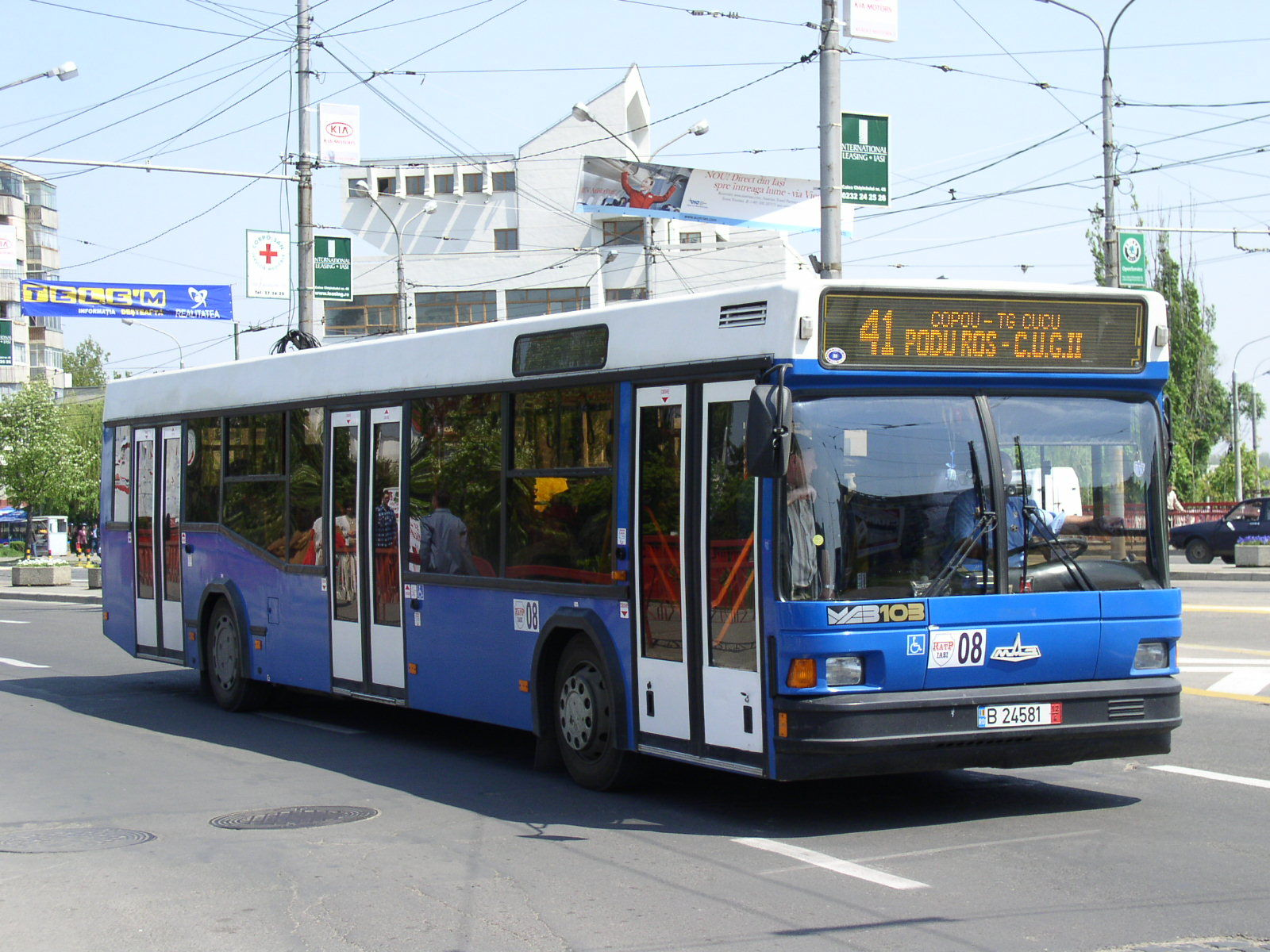
Оригинальный МАЗ-103 (Яссы, Румыния)
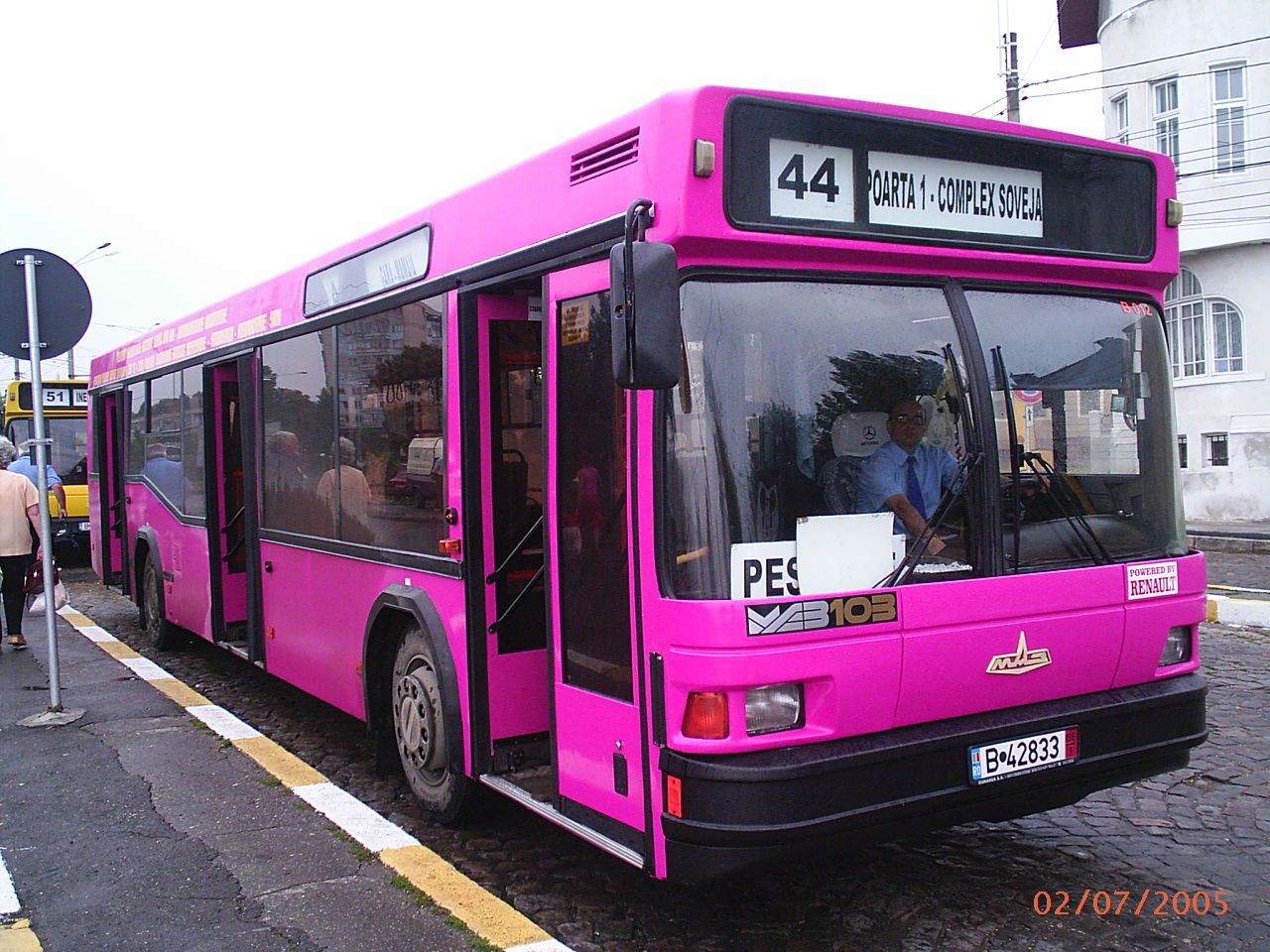
Оригинальный МАЗ-103 (Констанца, Румыния)
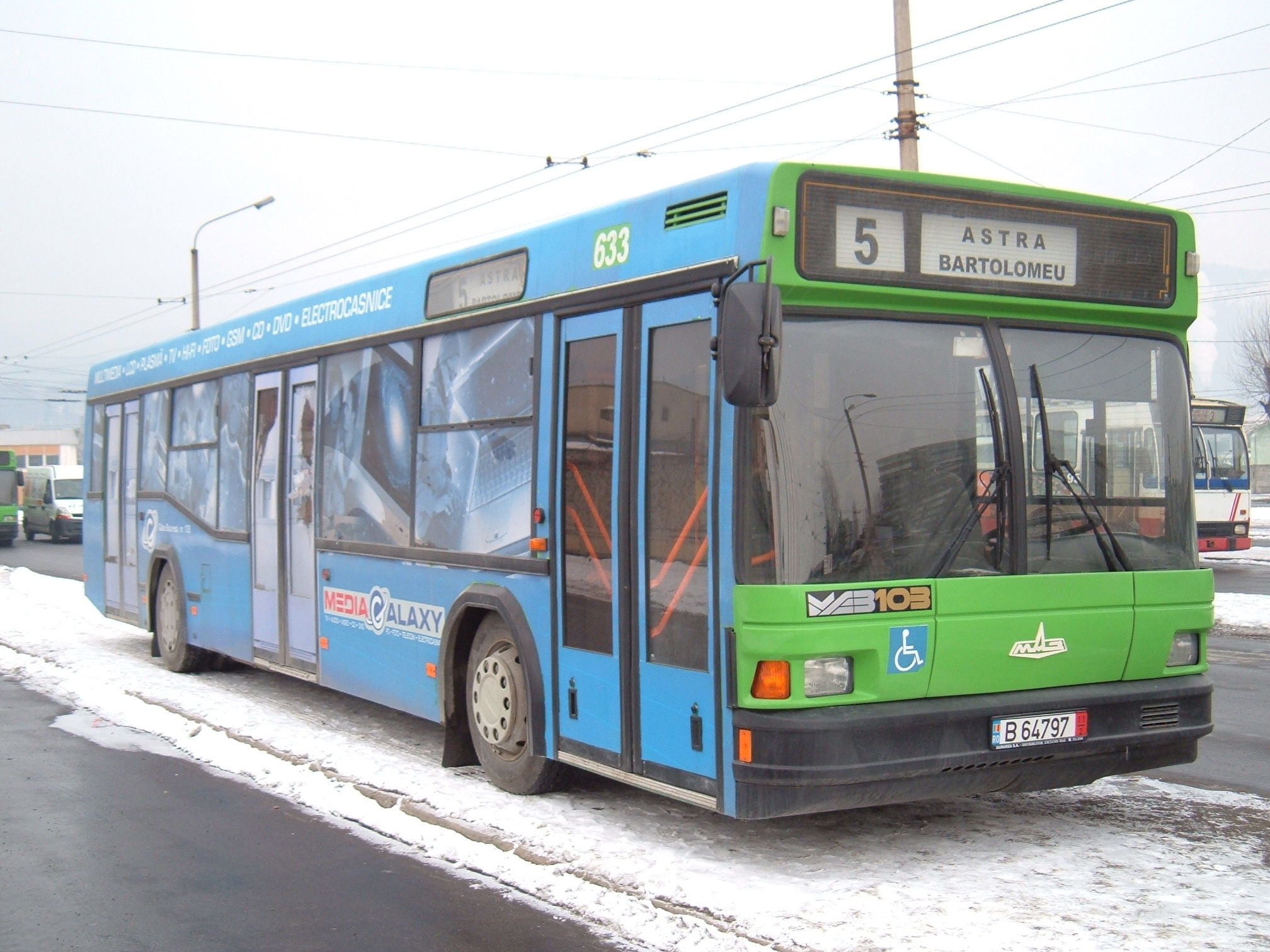
Оригинальный МАЗ-103 (Брашов, Румыния)
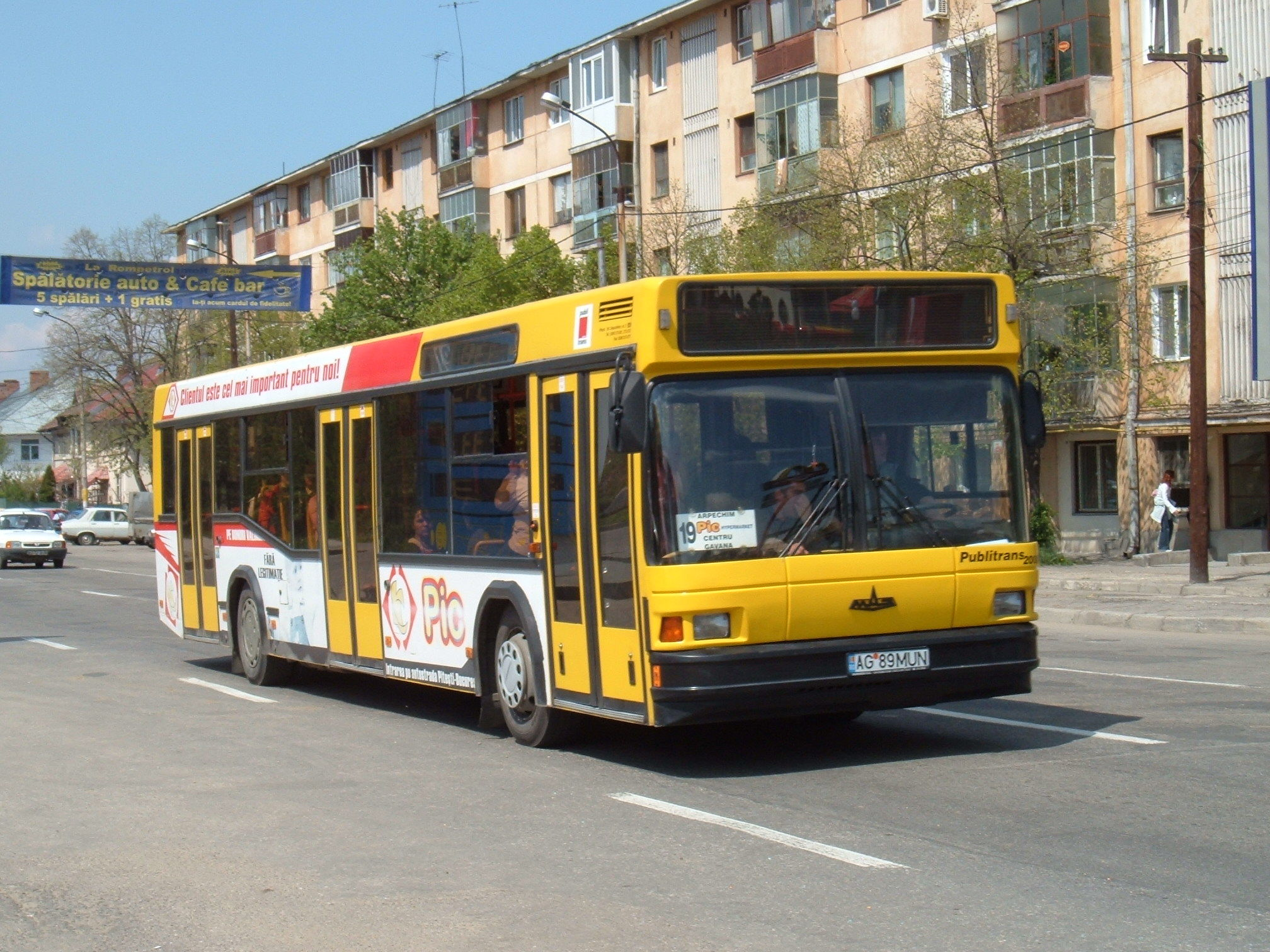
Оригинальный МАЗ-103 (Питешти, Румыния)
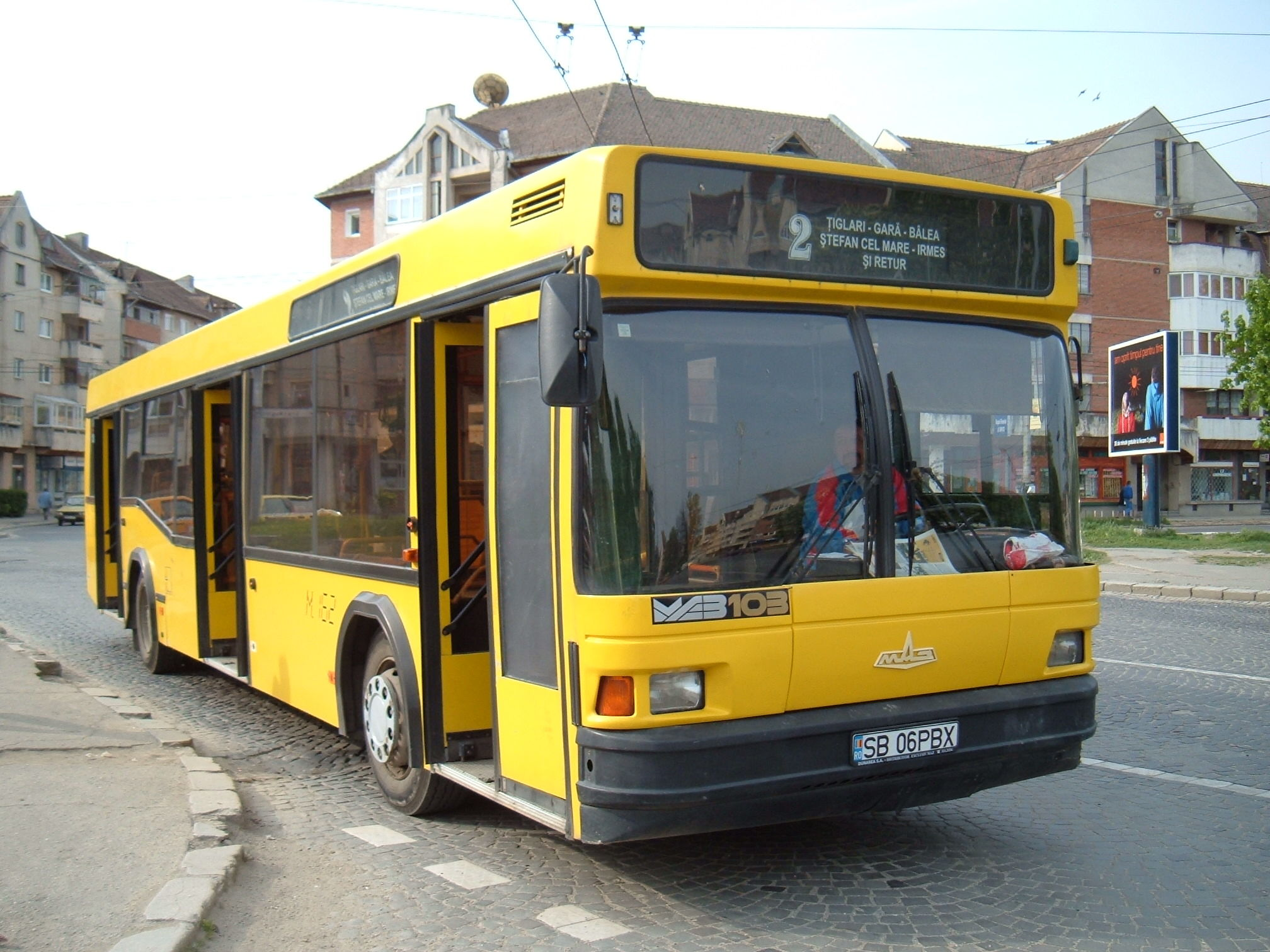
Оригинальный МАЗ-103 (Сибиу, Румыния)
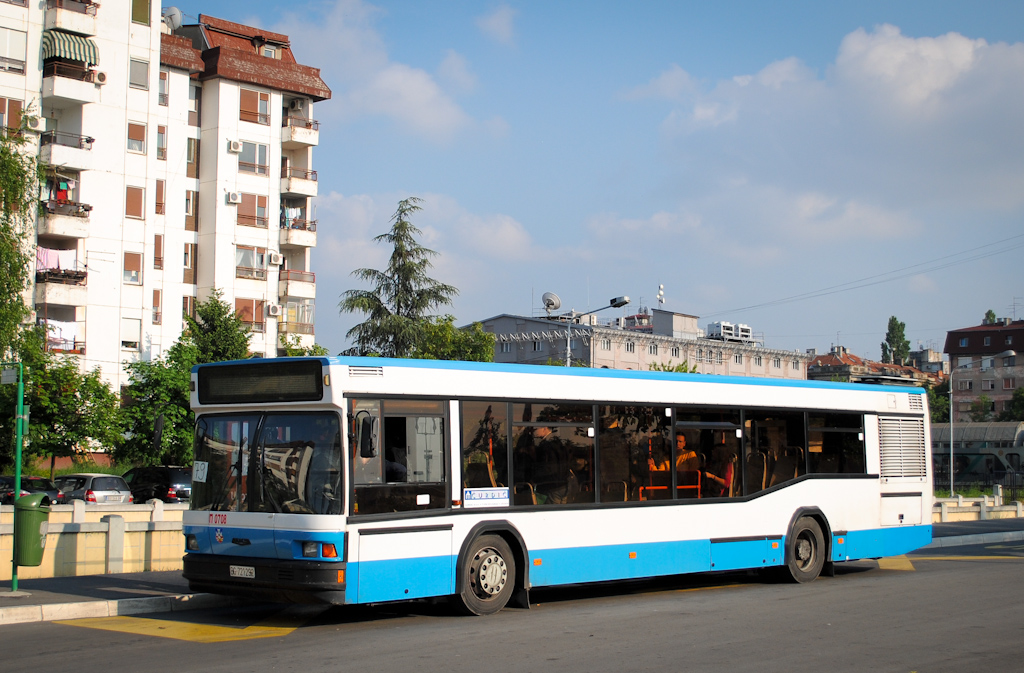
Оригинальный МАЗ-103 (Белград, Сербия)
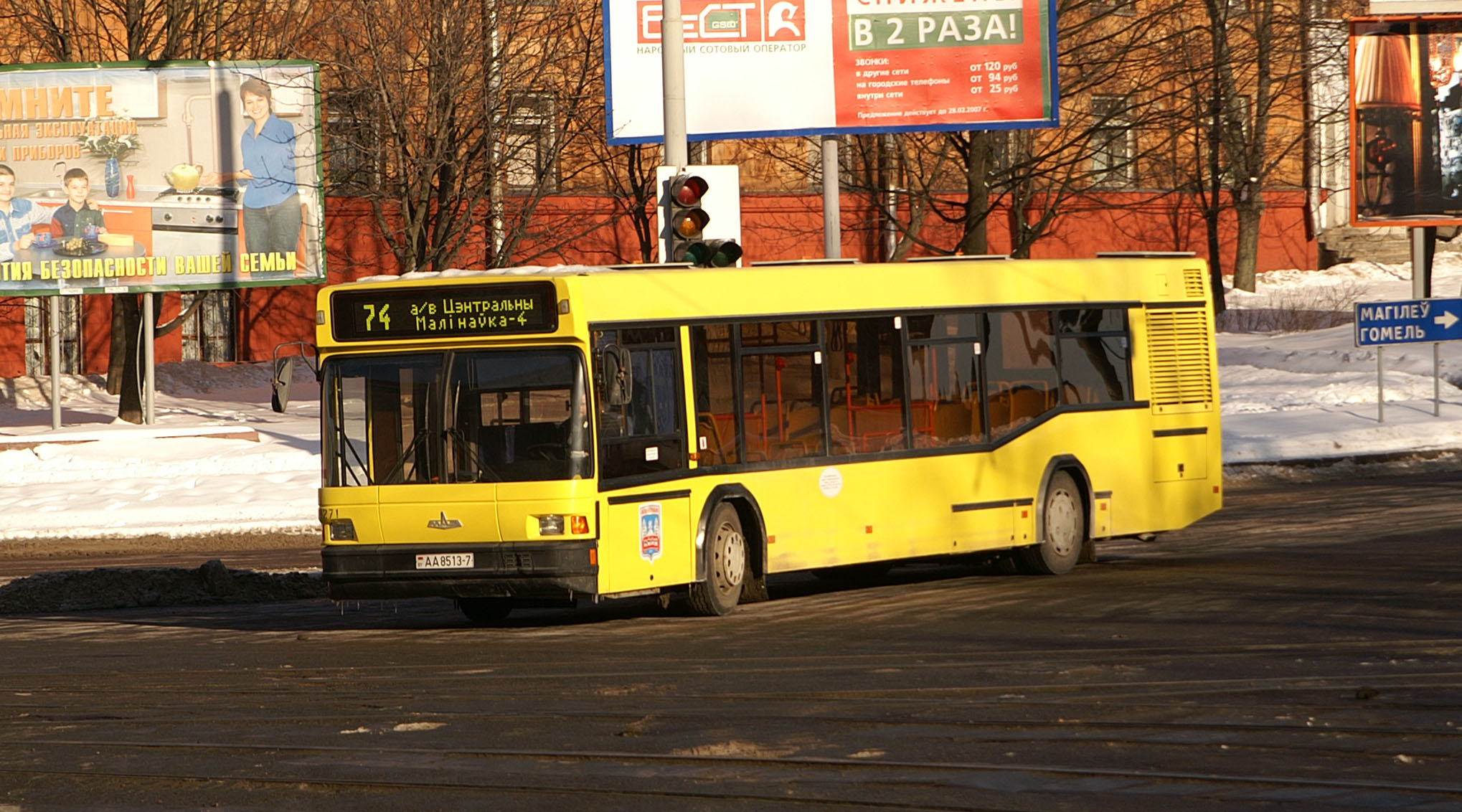
Оригинальный МАЗ-103 (Минск)
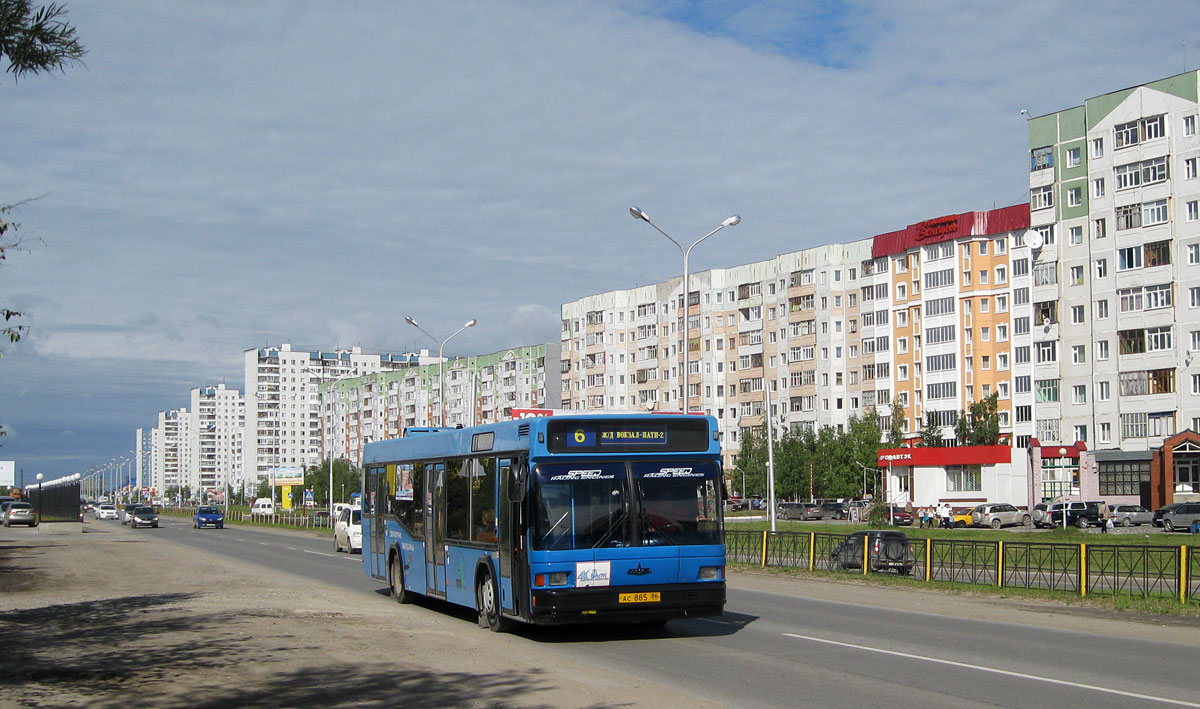
Оригинальный МАЗ-103 (Нижневартовск)
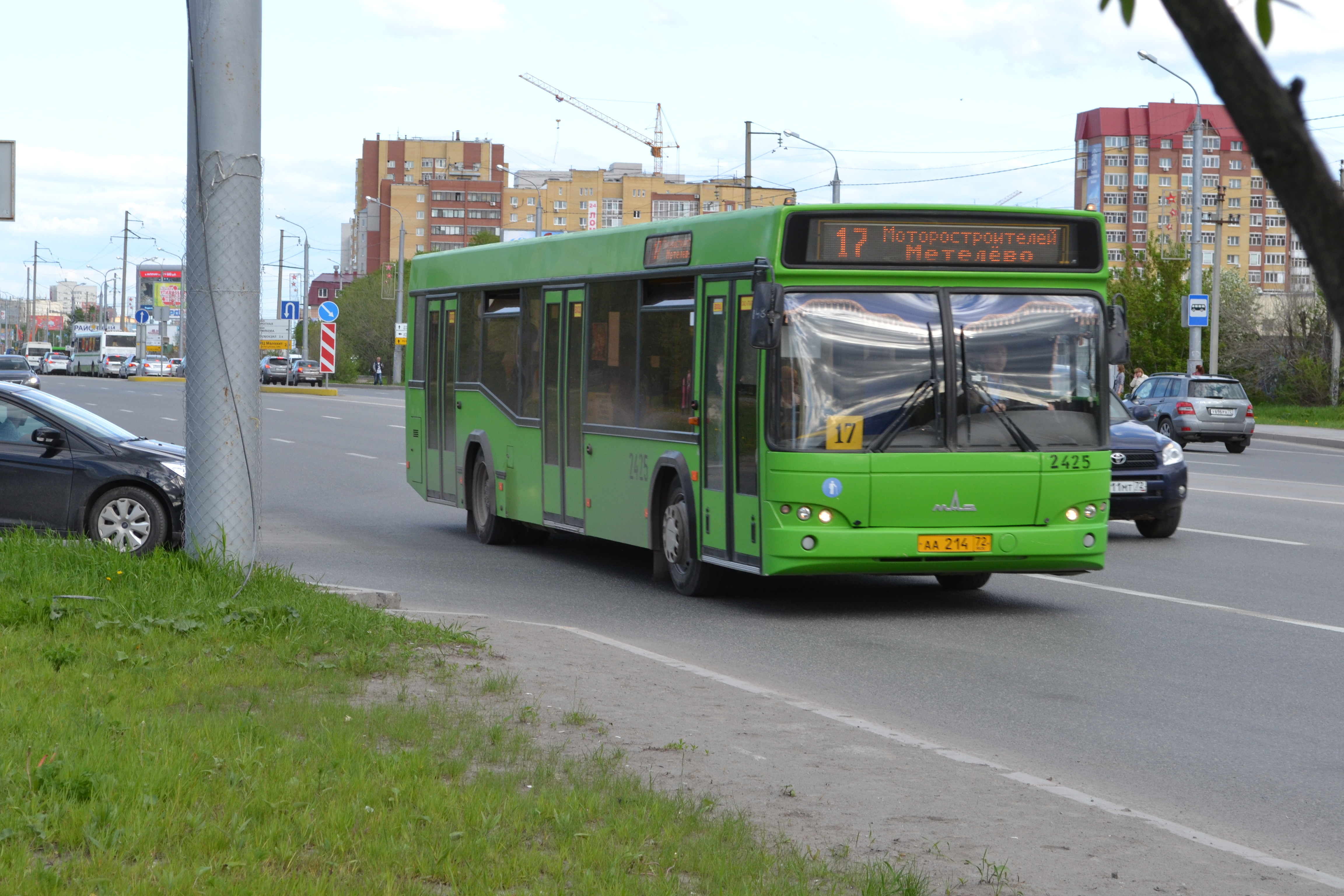
Рестайлинговый МАЗ-103 (Тюмень)
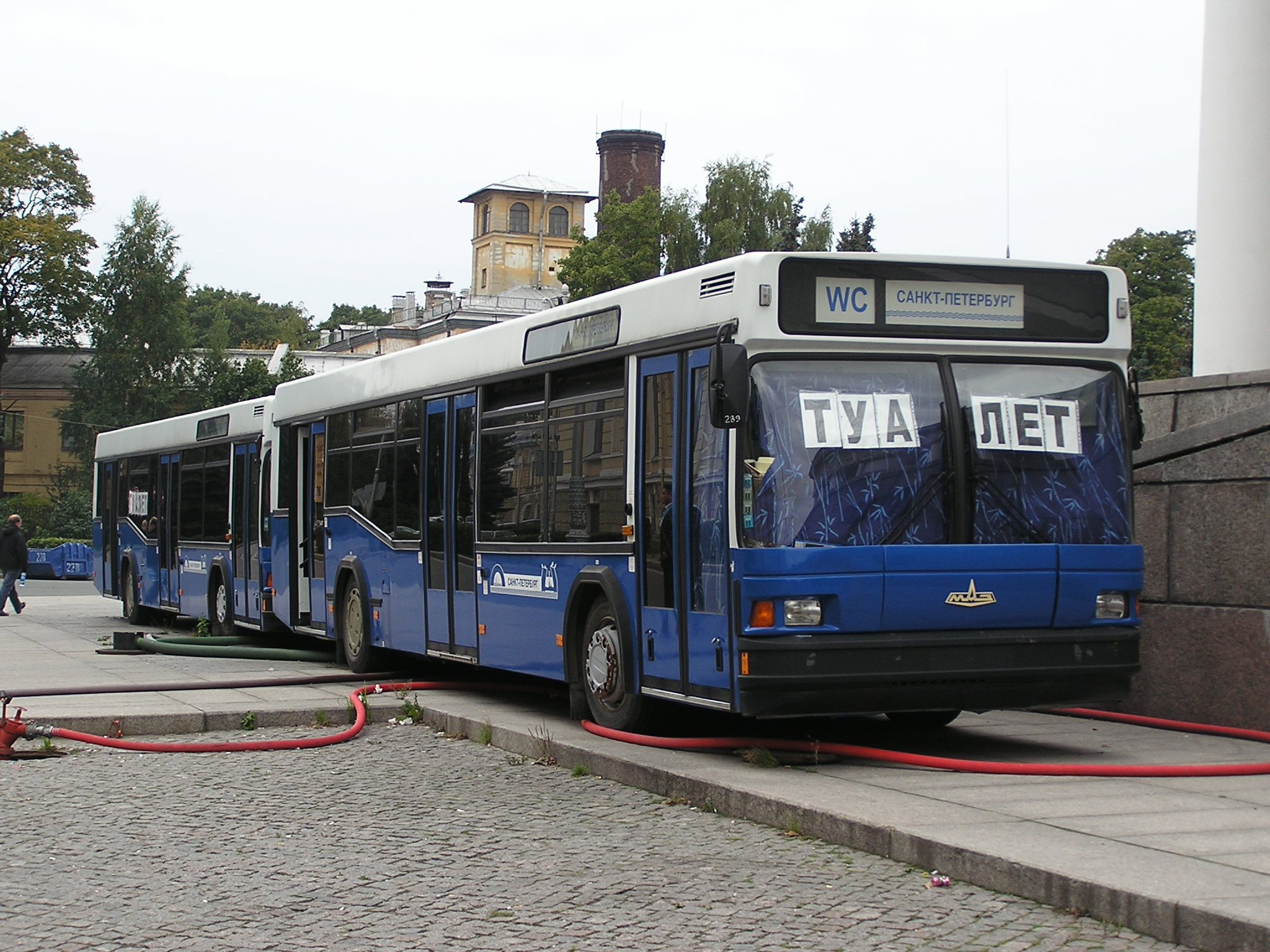
МАЗ-163 (Санкт-Петербург)
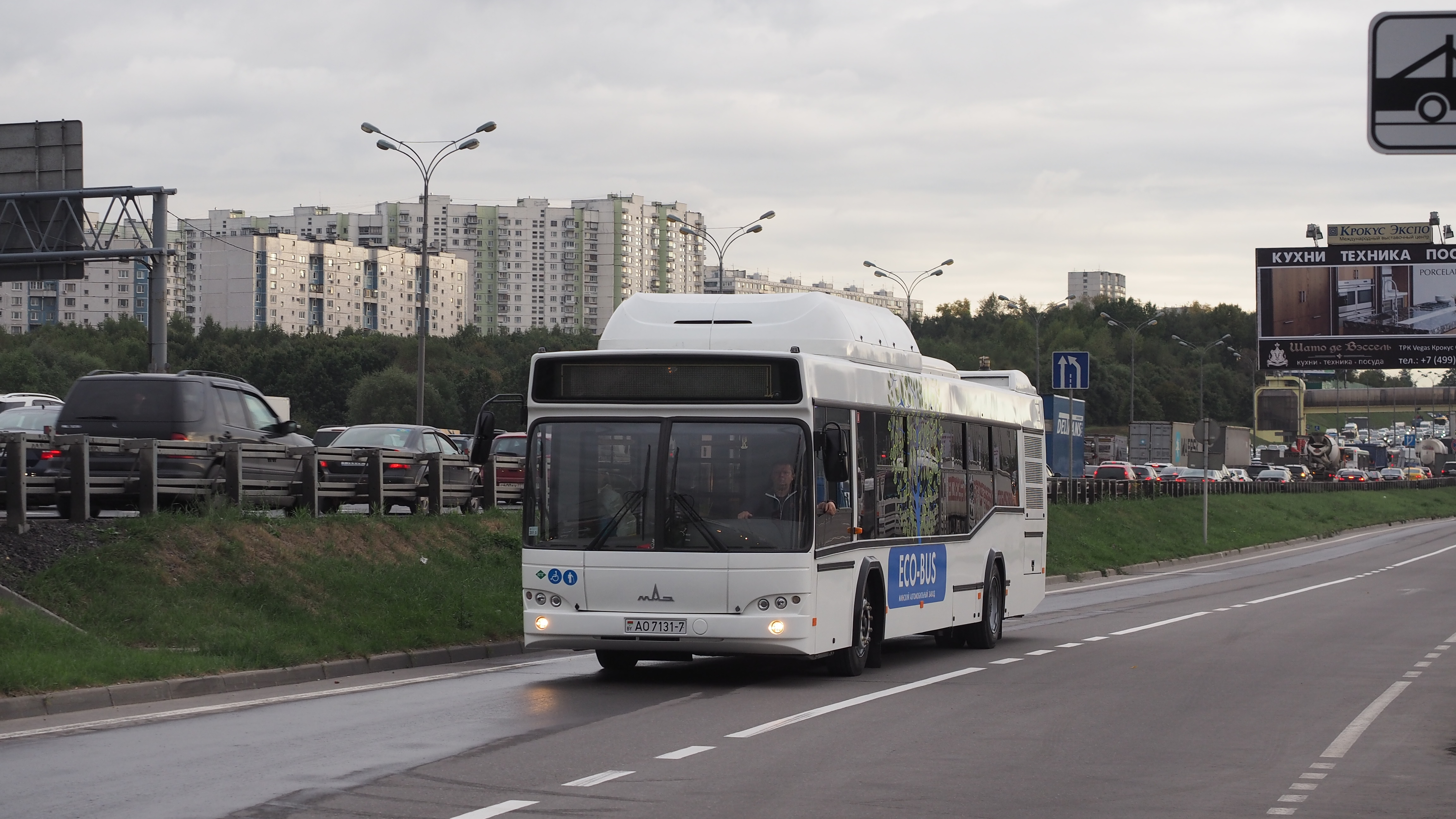
МАЗ-103.965